# Boinville-en-Woëvre
Boinville-en-Woëvre è un comune francese di 69 abitanti situato nel dipartimento della Mosa nella regione del Grand Est.

## Società

### Evoluzione demografica
Abitanti censiti